# Soterosanthus shepheardii
Soterosanthus es un género monotípico de orquídeas epifitas. Su única especie: Soterosanthus shepheardii (Rolfe) Jenny (1986), es nativa de Ecuador y Colombia.

## Características
Esta especie fue segregada del género Sievekingia  debido a la posición vertical de su inflorescencia. Las flores son algo similares a Sievekingia, al igual que la altura de las plantas, siendo en las más pequeñas de alrededor de 15 cm de altura. Las plantas son semi-caducifolias y tolerantes del clima cálido. Crecen en pequeñas macetas con mezcla de corteza en las mismas condiciones que el género Góngora.

## Taxonomía
Soterosanthus shepheardii fue descrita por (Rolfe) Jenny y publicado en Die Orchidee 37(2): 74. 1986.
Siononimia
- Sievekingia shepheardii Rolfe, Bot. Mag. 141: t. 8635 (1915).